# Keely Medeiros
Keely Christinne Pinho Rodrigues Medeiros (Luziânia, 30 de abril de 1987) é uma atleta brasileira de arremesso do peso e disco.
Integrou a delegação que disputou os Jogos Pan-Americanos de 2011, em Guadalajara, no México.

## Títulos[1]
- Campeã brasileira juvenil
- Campeã brasileira sub-23
- Campeã Troféu Brasil (2011)
- Vice-campeã sul-americana juvenil
- Finalista do Mundial Juvenil de Beijing (China)
- Atleta pan-americana de Guadalajara (2011)